# 放送映画製作所
株式会社放送映画製作所（ほうそうえいがせいさくしょ、英: BROADCASTING MOVIES PRODUCTION CO.,LTD.）は、テレビ番組の制作及びテレビ・ラジオの技術業務を行う制作・技術プロダクション。MBSメディアホールディングスの連結子会社。

## 沿革
- 1966年：前身の｢毎日放送映画｣を継承し、MBSテレビのニュース・テレビ番組とCM製作会社として設立[3]。
- 1991年：MBSと全面業務提携。
- 1998年：MBS100%出資の子会社となる。
- 2008年4月1日：MBS子会社で東京にあった毎日EVRシステムを合併し、放送映画製作所東京支社となる。

## 主な製作番組など
※テレビ大阪の番組制作も多いが、これは系列キー局のテレビ東京に毎日放送（かつては事実上NETテレビとクロスネット局関係にあった）が現在も大口出資していることも影響している。
- 真珠の小箱（近畿日本鉄道提供、毎日放送開局当初からの長寿番組　2004年3月終了）
- 生きる〜こころと健康（TBS系列、1996年3月終了）
- 和心百景(TBS系　2016年10月-)

※上記2番組の製作は当社であるが、番組配信・幹事がTBS側であったため、間接的ながらTBS・MBS共同制作という体裁になっていた。
- THE フィッシング（テレビ大阪開局当初からの長寿番組）
- ちちんぷいぷい（MBS）
- 知っとこ!（MBS）
- せやねん!（MBS）
- サタデープラス（MBS）
- 水野真紀の魔法のレストラン（MBS）
- 情熱大陸（MBS）
- サントリー1万人の第九（MBS）
- 夢の扉 〜NEXT DOOR〜（TBS）
- アスリートの魂（NHK）
- 僕たちは昭和を生きた（BS-TBS）
- ノンフィクションW（WOWOW）
- ロケみつ〜ロケ×ロケ×ロケ〜（MBS）
- ごきげんライフスタイル よ〜いドン!（KTV）
- 園田・姫路競馬中継（サンテレビ）
- ボートの時間!（サンテレビ）
- P-1ゴールドラッシュ（テレビ大阪で放送中のパチンコ番組）
- Jリーグ中継(スカパー!→DAZN)　実況は主としてフリーアナウンサー（牛尾淳ら）が出演し、親会社・MBSのアナウンサーの出演は僅少
  - 2007年にスカパー!が地方テレビ局や大手民放・並びにその系列プロダクションに委託制作して以後、ヴィッセル神戸主催を担当してきたが、2016年はFC琉球主催試合も担当した。
- NIGHT CRUISING（テレビ大阪）
- 三重県オープンゴルフ選手権競技（録画放送。三重テレビ）
- 安濃津よさこい特別番組（当日の様子を生中継で放送。三重テレビ）
- KEIBAワンダーランド（中京競馬第3場開催時の制作協力。三重テレビ）
- ケンドーコバヤシの社長!お手伝いさせて頂きます!（BS12）
- 最強の時間割（MBS制作、TVer限定配信） - 技術協力

## 余談
同社は、毎日放送のビデオ・アーカイブスをデジタル・データ化して保存する作業も行っており、その模様の一部分が、2024年9月1日放送の『MBSマンスリーリポート』にて紹介された。